# Speyeria hesperis
Espèce
Speyeria hesperis est une espèce nord-américaine de lépidoptères de la famille des Nymphalidae et de la sous-famille des Heliconiinae.

## Dénomination
Speyeria hesperis a été nommé par William Henry Edwards en 1864.
Synonymes : Speyeria atlantis hesperis (Edwards, 1864) .
Donc, Speyeria hesperis était considéré  comme une sous-espèce de Speyeria atlantis mais les travaux de Scott en 1998 en font une espèce à part entière.

### Noms vernaculaires
Speyeria hesperis se nomme Northwestern Fritillary en anglais.

### Sous-espèces
- Speyeria hesperis beani
- Speyeria hesperis lais[3].

## Description
C'est un papillon orange et marron de taille moyenne, d'une envergure de 45 à 70 mm. Le dessus est orange chez le mâle, jaune orange chez la femelle orné de marron, une bordure, une ligne submarginale de chevrons puis une ligne de points ronds dans de grands damiers orange, puis divers dessins et une partie basale marron clair aux postérieures.
Le revers des antérieures est semblable, bordé de chevrons blancs alors que les postérieures dont l'aire discale est marron sont ornées de lignes de taches argentées ou blanches et d'une ligne submarginale de chevrons blancs.

### Chenille
La chenille, noire, est ornée d'épines, noires sur le dos et marron sur les flancs.

## Biologie

### Période de vol et hivernation
Il vole en une génération de mi-juin à mi-août au Canada, jusqu'en octobre dans le reste de son aire de répartition
,.
Ce sont les jeunes chenilles qui hivernent.

### Plantes hôtes
Les plantes hôtes de ses chenilles sont des Viola

## Écologie et distribution
Il est présent en Amérique du Nord, en Alaska, au Canada en Colombie-Britannique et Alberta, plus rarement au Yukon et dans les Territoires du Nord-Ouest, dans tous l'ouest des USA jusqu'au Montana, au Wyoming, au Colorado, au Nouveau-Mexique en Arizona et en Californie,,.

### Biotope
Il réside dans les prés et les forêts peu denses.

### Protection
Pas de statut de protection particulier.